# 2e régiment de dragons légers (République batave)
Pour les articles homonymes, voir 2e régiment.
Le 2e régiment de dragons légers est un régiment de cavalerie de l'armée de la République batave, créé en 1795 sous le nom de 2e régiment de cavalerie.

## Création et différentes dénominations
- 1795 : formation du 2e régiment de cavalerie
- 1803 : devient 2e régiment de dragons légers
- 1805 : dissous

## Historique des garnisons, combats et batailles
Le 2e régiment de cavalerie est créé le 8 juillet 1795. Rattaché à la division batave combattant au sein des armées françaises, il participe lors de la guerre de la première coalition à la campagne d'Allemagne de 1796 et à l'expédition d'Irlande en 1797 (deux escadrons). Le régiment participe ensuite à l'invasion du Hanovre (en) à partir de juin 1803 sous le commandement du général Bessoles.
Il devient 2e régiment de dragons légers le 20 octobre 1803. Il est dissous le 11 juin 1805.

## Uniformes

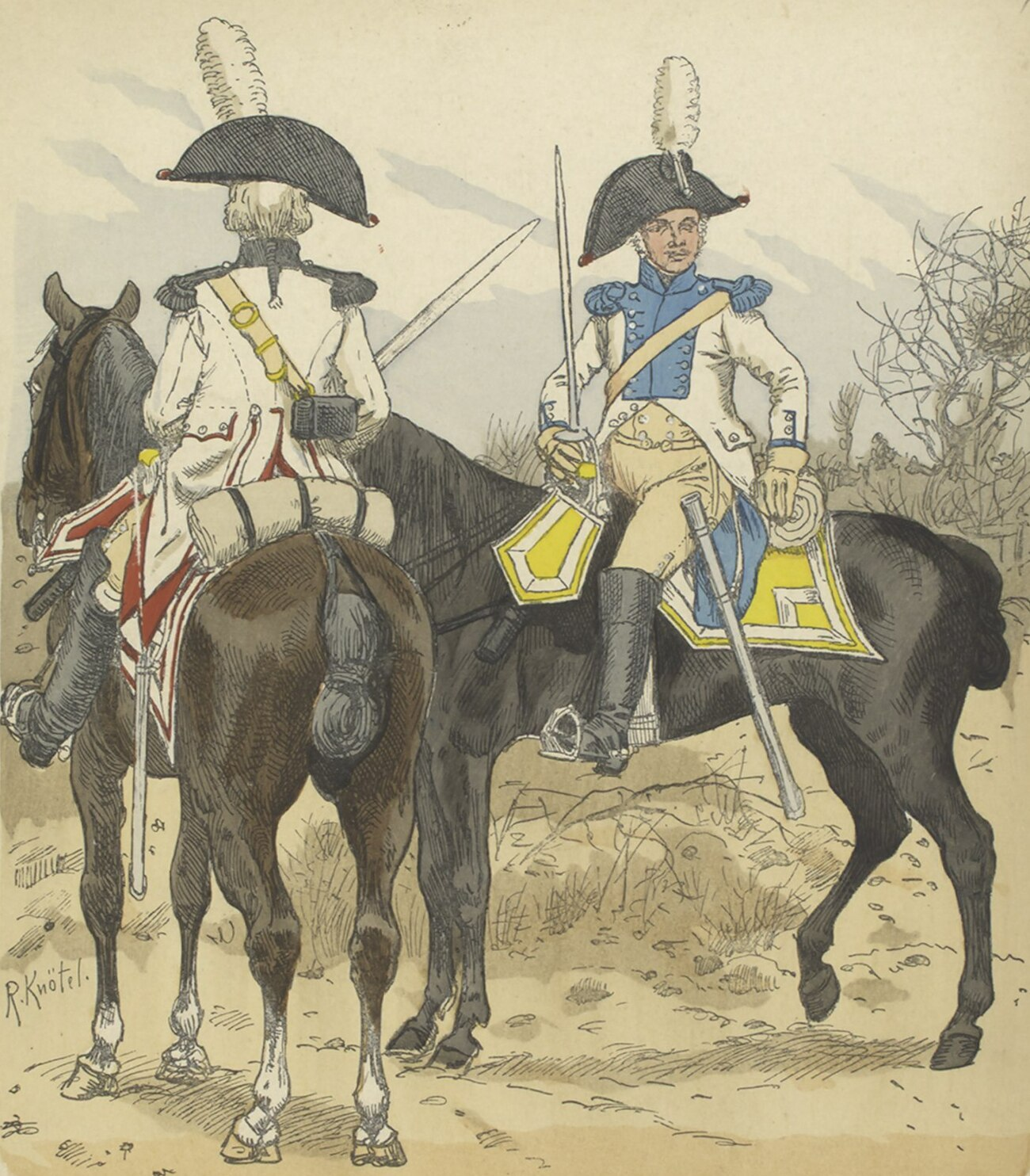
Uniformes du 1er (à gauche) et 2e (à droite) régiments de cavalerie batave, en 1801.

Le 2e régiment de cavalerie porte un uniforme blanc (longue veste, ceinture, gilet, culotte et boutons) avec la couleur distinctive bleu clair sur le col, le revers de la veste, les revers de manche, les retroussis de la veste et les épaulettes. La sellerie est bleu jaune à lisérés blancs. La coiffure est un bicorne avec une plume blanche.
En 1803, le régiment reçoit une nouvelle coiffure, un tarleton à chenille noire, turban rouge et plume blanche. La veste est raccourcie mais le régiment conserve la couleur distinctive bleu clair. En 1804, un nouveau casque est adopté, sur le modèle du casque des dragons français.